# Élections législatives de 2002 dans les Pyrénées-Atlantiques
Les élections législatives françaises de 2002 se déroulent les 9 et 16 juin 2002. Dans le département des Pyrénées-Atlantiques, six députés sont à élire dans le cadre de six circonscriptions.

## Élus
| Circonscription | Député sortant                          | Parti | Parti    | Député élu ou réélu      | Parti | Parti |
| --------------- | --------------------------------------- | ----- | -------- | ------------------------ | ----- | ----- |
| 1re             | Martine Lignières-Cassou                |       | PS       | Martine Lignières-Cassou |       | PS    |
| 2e              | François Bayrou                         |       | UDF (FD) | François Bayrou          |       | UDF   |
| 3e              | André Labarrère                         |       | PS       | David Habib              |       | PS    |
| 4e              | Michel Inchauspé                        |       | RPR      | Jean Lassalle            |       | UDF   |
| 5e              | Jean Espilondo suppléant de Nicole Péry |       | PS       | Jean Grenet              |       | UMP   |
| 6e              | Michèle Alliot-Marie                    |       | RPR      | Michèle Alliot-Marie     |       | UMP   |

## Résultats

### Résultats à l'échelle du département
| Parti                                                    | Parti                               | Premier tour | Premier tour | Second tour | Second tour | Sièges |
| Parti                                                    | Parti                               | Voix         | %            | Voix        | %           | Sièges |
| -------------------------------------------------------- | ----------------------------------- | ------------ | ------------ | ----------- | ----------- | ------ |
|                                                          | Union pour un mouvement populaire   | 86 363       | 28,66        | 97 546      | 34,51       | 2      |
|                                                          | Union pour la démocratie française  | 38 801       | 12,88        | 54 566      | 19,30       | 2      |
|                                                          | Divers droite                       | 6 416        | 2,13         |             |             | 0      |
|                                                          | Mouvement pour la France            | 2 028        | 0,67         | 0           |             |        |
|                                                          | Majorité présidentielle             | 133 608      | 44,34        | 152 112     | 53,81       | 4      |
|                                                          |                                     |              |              |             |             |        |
|                                                          | Parti socialiste                    | 92 615       | 30,73        | 130 562     | 46,19       | 2      |
|                                                          | Les Verts                           | 10 345       | 3,43         |             |             | 0      |
|                                                          | Parti communiste français           | 9 962        | 3,31         | 0           |             |        |
|                                                          | Pôle républicain                    | 341          | 0,11         | 0           |             |        |
|                                                          | Gauche parlementaire                | 113 263      | 37,59        | 130 562     | 46,19       | 2      |
|                                                          |                                     |              |              |             |             |        |
|                                                          | Front national                      | 17 871       | 5,93         |             |             | 0      |
|                                                          | Chasse, pêche, nature et traditions | 13 026       | 4,32         | 0           |             |        |
|                                                          | Régionaliste                        | 8 928        | 2,96         | 0           |             |        |
|                                                          | Extrême gauche dont LCR, LO et PT   | 7 108        | 2,36         | 0           |             |        |
|                                                          | Divers                              | 5 925        | 1,97         | 0           |             |        |
|                                                          | Mouvement national républicain      | 1 605        | 0,53         | 0           |             |        |
|                                                          |                                     |              |              |             |             |        |
| Inscrits                                                 | Inscrits                            | 452 756      | 100,00       | 452 313     | 100,00      | 6      |
| Abstentions                                              | Abstentions                         | 144 262      | 31,86        | 156 453     | 34,59       |        |
| Votants                                                  | Votants                             | 308 494      | 68,14        | 295 860     | 65,41       |        |
| Blancs et nuls                                           | Blancs et nuls                      | 7 160        | 2,32         | 13 186      | 4,46        |        |
| Exprimés                                                 | Exprimés                            | 301 334      | 97,68        | 282 674     | 95,54       |        |
| Source : Ministère de l'Intérieur - Pyrénées-Atlantiques |                                     |              |              |             |             |        |

### Résultats par circonscription

#### Première circonscription (Pau-Centre)
| Candidat       | Candidat                                 | Parti            | Premier tour | Premier tour | Second tour | Second tour |  |
| Candidat       | Candidat                                 | Parti            | Voix         | %            | Voix        | %           |  |
| -------------- | ---------------------------------------- | ---------------- | ------------ | ------------ | ----------- | ----------- |  |
|                | Martine Lignières-Cassou sortante réélue | PS               | 16 712       | 38,42        | 21 528      | 53,1        |  |
|                | Jean Gougy                               | UMP              | 12 313       | 28,31        | 19 011      | 46,9        |  |
|                | Jean Arriau                              | Divers droite    | 5 116        | 11,76        |             |             |  |
|                | Jacques Henriot                          | FN               | 3 389        | 7,79         |             |             |  |
|                | Louise Mayerau                           | Les Verts        | 1 444        | 3,32         |             |             |  |
|                | Olivier Dartigolles                      | PCF              | 1 009        | 2,32         |             |             |  |
|                | Nadia Markovic                           | LCR              | 715          | 1,64         |             |             |  |
|                | Philippe Arraou                          | Divers           | 656          | 1,51         |             |             |  |
|                | Séverine Degonzague                      | CPNT             | 558          | 1,28         |             |             |  |
|                | Gérard Rever                             | Divers           | 366          | 0,84         |             |             |  |
|                | Nadège Vidal                             | Pôle républicain | 341          | 0,78         |             |             |  |
|                | Antoine Missier                          | LO               | 335          | 0,77         |             |             |  |
|                | Viviane Drouillard                       | MPF              | 327          | 0,75         |             |             |  |
|                | Georges de Pachtere                      | MNR              | 213          | 0,49         |             |             |  |
|                | Céline Houari                            | Divers           | 0            | 0            |             |             |  |
|                |                                          |                  |              |              |             |             |  |
| Inscrits       | Inscrits                                 | Inscrits         | 65 499       | 100,00       | 65 098      | 100,00      |  |
| Abstentions    | Abstentions                              | Abstentions      | 21 144       | 32,28        | 22 859      | 35,11       |  |
| Votants        | Votants                                  | Votants          | 44 355       | 67,72        | 42 239      | 64,89       |  |
| Blancs et nuls | Blancs et nuls                           | Blancs et nuls   | 861          | 1,94         | 1 700       | 4,02        |  |
| Exprimés       | Exprimés                                 | Exprimés         | 43 494       | 98,06        | 40 539      | 95,98       |  |

#### Deuxième circonscription (Pau-Est)
| Candidat       | Candidat                   | Parti          | Premier tour | Premier tour | Second tour | Second tour |  |
| Candidat       | Candidat                   | Parti          | Voix         | %            | Voix        | %           |  |
| -------------- | -------------------------- | -------------- | ------------ | ------------ | ----------- | ----------- |  |
|                | François Bayrou élu        | UDF            | 20 424       | 41,79        | 25 106      | 55,58       |  |
|                | Georges Labazée            | PS             | 15 353       | 31,41        | 20 062      | 44,42       |  |
|                | Jean Saint-Josse           | CPNT           | 4 611        | 9,43         |             |             |  |
|                | Marie-France Llucia-Latour | FN             | 3 223        | 6,59         |             |             |  |
|                | Nicole Juyoux              | Les Verts      | 1 463        | 2,99         |             |             |  |
|                | Yves Péré                  | PCF            | 1 310        | 2,68         |             |             |  |
|                | Christiane Alias           | LCR            | 641          | 1,31         |             |             |  |
|                | Colette Ducousso           | MPF            | 579          | 1,18         |             |             |  |
|                | Frédéric Steinbauer        | LO             | 315          | 0,64         |             |             |  |
|                | Michel Danti               | Régionaliste   | 277          | 0,57         |             |             |  |
|                | Michel Catuhe              | ND             | 241          | 0,49         |             |             |  |
|                | Henri Daudu                | MNR            | 239          | 0,49         |             |             |  |
|                | Ginette Desport            | Divers         | 196          | 0,4          |             |             |  |
|                | Didier Calmon              | Extrême gauche | 0            | 0            |             |             |  |
|                |                            |                |              |              |             |             |  |
| Inscrits       | Inscrits                   | Inscrits       | 69 447       | 100,00       | 69 440      | 100,00      |  |
| Abstentions    | Abstentions                | Abstentions    | 19 545       | 28,14        | 22 156      | 31,91       |  |
| Votants        | Votants                    | Votants        | 49 902       | 71,86        | 47 284      | 68,09       |  |
| Blancs et nuls | Blancs et nuls             | Blancs et nuls | 1 030        | 2,06         | 2 116       | 4,48        |  |
| Exprimés       | Exprimés                   | Exprimés       | 48 872       | 97,94        | 45 168      | 95,52       |  |

#### Troisième circonscription (Orthez)
| Candidat       | Candidat                | Parti          | Premier tour | Premier tour | Second tour | Second tour |  |
| Candidat       | Candidat                | Parti          | Voix         | %            | Voix        | %           |  |
| -------------- | ----------------------- | -------------- | ------------ | ------------ | ----------- | ----------- |  |
|                | David Habib élu         | PS             | 20 314       | 38,15        | 27 488      | 53,27       |  |
|                | Lucien Basse-Cathalinat | UMP            | 15 171       | 28,49        | 24 114      | 46,73       |  |
|                | Michel Bernos           | UDF            | 5 359        | 10,06        |             |             |  |
|                | Jean Buessard           | FN             | 3 322        | 6,24         |             |             |  |
|                | Nicole Badetz           | CPNT           | 2 008        | 3,77         |             |             |  |
|                | René Lassalle           | Les Verts      | 2 002        | 3,76         |             |             |  |
|                | Marcelle Estoueigt      | PCF            | 1 571        | 2,95         |             |             |  |
|                | Sylvie Bacqué           | LCR            | 968          | 1,82         |             |             |  |
|                | Joëlle Coste            | Divers         | 905          | 1,7          |             |             |  |
|                | Sylvie de Sury          | MPF            | 455          | 0,85         |             |             |  |
|                | Christian Marty         | LO             | 391          | 0,73         |             |             |  |
|                | Claude Bègue            | MNR            | 345          | 0,65         |             |             |  |
|                | Xavier Piolle           | ND             | 227          | 0,43         |             |             |  |
|                | Véronique Dentel        | SÉGA           | 211          | 0,4          |             |             |  |
|                |                         |                |              |              |             |             |  |
| Inscrits       | Inscrits                | Inscrits       | 76 708       | 100,00       | 76 692      | 100,00      |  |
| Abstentions    | Abstentions             | Abstentions    | 22 081       | 28,79        | 22 734      | 29,64       |  |
| Votants        | Votants                 | Votants        | 54 627       | 71,21        | 53 958      | 70,36       |  |
| Blancs et nuls | Blancs et nuls          | Blancs et nuls | 1 378        | 2,52         | 2 356       | 4,37        |  |
| Exprimés       | Exprimés                | Exprimés       | 53 249       | 97,48        | 51 602      | 95,63       |  |

#### Quatrième circonscription (Oloron-Sainte-Marie)
| Candidat       | Candidat                     | Parti              | Premier tour | Premier tour | Second tour | Second tour |  |
| Candidat       | Candidat                     | Parti              | Voix         | %            | Voix        | %           |  |
| -------------- | ---------------------------- | ------------------ | ------------ | ------------ | ----------- | ----------- |  |
|                | François Maitia              | PS                 | 13 767       | 25,51        | 22 182      | 42,95       |  |
|                | Jean Lassalle élu            | UDF                | 13 018       | 24,12        | 29 460      | 57,05       |  |
|                | Louis Althapé                | UMP                | 12 346       | 22,88        | Retrait     | Retrait     |  |
|                | Jean-Jacques Cazaurang       | CPNT               | 3 356        | 6,22         |             |             |  |
|                | Pierre Iralour               | Régionaliste (EHB) | 2 894        | 5,36         |             |             |  |
|                | Louis Labadot                | PCF                | 2 529        | 4,69         |             |             |  |
|                | Lucien Gardoni               | FN                 | 1 903        | 3,53         |             |             |  |
|                | Geneviève Cuisset            | Les Verts          | 1 106        | 2,05         |             |             |  |
|                | Roger Desport                | Divers             | 910          | 1,69         |             |             |  |
|                | Francis Charpentier          | LCR                | 788          | 1,46         |             |             |  |
|                | Pierre Etchepare             | S&P                | 449          | 0,83         |             |             |  |
|                | Berthe Ratsimba              | LO                 | 386          | 0,72         |             |             |  |
|                | Thierry Labaquere Dit Barocq | MNR                | 257          | 0,48         |             |             |  |
|                | Marcel Mignot                | MPF                | 248          | 0,46         |             |             |  |
|                | Maïté Goyenetche             | Régionaliste       | 14           | 0,03         |             |             |  |
|                |                              |                    |              |              |             |             |  |
| Inscrits       | Inscrits                     | Inscrits           | 78 925       | 100,00       | 78 911      | 100,00      |  |
| Abstentions    | Abstentions                  | Abstentions        | 23 600       | 29,9         | 24 940      | 31,61       |  |
| Votants        | Votants                      | Votants            | 55 325       | 70,1         | 53 971      | 68,39       |  |
| Blancs et nuls | Blancs et nuls               | Blancs et nuls     | 1 354        | 2,45         | 2 329       | 4,32        |  |
| Exprimés       | Exprimés                     | Exprimés           | 53 971       | 97,55        | 51 642      | 95,68       |  |

#### Cinquième circonscription (Bayonne)
| Candidat       | Candidat               | Parti             | Premier tour | Premier tour | Second tour | Second tour |  |
| Candidat       | Candidat               | Parti             | Voix         | %            | Voix        | %           |  |
| -------------- | ---------------------- | ----------------- | ------------ | ------------ | ----------- | ----------- |  |
|                | Jean Grenet élu        | UMP               | 20 593       | 42,19        | 25 012      | 55,08       |  |
|                | Jean Espilondo         | PS                | 14 373       | 29,45        | 20 402      | 44,92       |  |
|                | Josette Allizan        | FN                | 2 994        | 6,13         |             |             |  |
|                | Marie-José Espiaube    | PCF               | 2 136        | 4,38         |             |             |  |
|                | Martine Bisauta        | Les Verts         | 2 107        | 4,32         |             |             |  |
|                | Jean-Marc Abadie       | Régionaliste (AB) | 1 775        | 3,64         |             |             |  |
|                | Serge Harismendy       | Divers droite     | 1 300        | 2,66         |             |             |  |
|                | Guy Eneco              | CPNT              | 1 263        | 2,59         |             |             |  |
|                | Martine Mailfert       | LCR               | 730          | 1,5          |             |             |  |
|                | Claire Noblia          | S&P               | 557          | 1,14         |             |             |  |
|                | Danièle Hubert         | LO                | 331          | 0,68         |             |             |  |
|                | Christiane de Pachtere | MNR               | 219          | 0,45         |             |             |  |
|                | Francis Ducasse        | RCF               | 199          | 0,41         |             |             |  |
|                | Eduardo Eraso          | PT                | 156          | 0,32         |             |             |  |
|                | Jean-Christophe Roman  | Divers            | 72           | 0,15         |             |             |  |
|                | Xavier Larralde        | Divers            | 0            | 0            |             |             |  |
|                |                        |                   |              |              |             |             |  |
| Inscrits       | Inscrits               | Inscrits          | 76 780       | 100,00       | 76 774      | 100,00      |  |
| Abstentions    | Abstentions            | Abstentions       | 26 911       | 35,05        | 29 282      | 38,14       |  |
| Votants        | Votants                | Votants           | 49 869       | 64,95        | 47 492      | 61,86       |  |
| Blancs et nuls | Blancs et nuls         | Blancs et nuls    | 1 064        | 2,13         | 2 078       | 4,38        |  |
| Exprimés       | Exprimés               | Exprimés          | 48 805       | 97,87        | 45 414      | 95,62       |  |

#### Sixième circonscription (Biarritz)
| Candidat       | Candidat                             | Parti             | Premier tour | Premier tour | Second tour | Second tour |  |
| Candidat       | Candidat                             | Parti             | Voix         | %            | Voix        | %           |  |
| -------------- | ------------------------------------ | ----------------- | ------------ | ------------ | ----------- | ----------- |  |
|                | Michèle Alliot-Marie sortante réélue | UMP               | 25 940       | 49           | 29 409      | 60,88       |  |
|                | Sylviane Alaux                       | PS                | 12 096       | 22,85        | 18 900      | 39,12       |  |
|                | Helyett Ginoux                       | FN                | 3 040        | 5,74         |             |             |  |
|                | Jean-Pierre Dirassar                 | Régionaliste (AB) | 2 987        | 5,64         |             |             |  |
|                | Serge Lonca                          | Les Verts         | 2 223        | 4,2          |             |             |  |
|                | Anne-Marie Boudon                    | PCF               | 1 407        | 2,66         |             |             |  |
|                | Pascale Pierret                      | CPNT              | 1 230        | 2,32         |             |             |  |
|                | Inaki Ibarloza                       | Régionaliste      | 981          | 1,85         |             |             |  |
|                | Didier Tastet                        | Divers            | 861          | 1,63         |             |             |  |
|                | Daniel Couret                        | LCR               | 697          | 1,32         |             |             |  |
|                | Michèle Noulibos                     | LO                | 444          | 0,84         |             |             |  |
|                | Jean-Max Caulé                       | MPF               | 419          | 0,79         |             |             |  |
|                | Cécile Brémont                       | MNR               | 332          | 0,63         |             |             |  |
|                | Sébastien Larrivière                 | ND                | 286          | 0,54         |             |             |  |
|                | François Belin                       | Divers            | 0            | 0            |             |             |  |
|                |                                      |                   |              |              |             |             |  |
| Inscrits       | Inscrits                             | Inscrits          | 85 397       | 100,00       | 85 398      | 100,00      |  |
| Abstentions    | Abstentions                          | Abstentions       | 30 981       | 36,28        | 34 482      | 40,38       |  |
| Votants        | Votants                              | Votants           | 54 416       | 63,72        | 50 916      | 59,62       |  |
| Blancs et nuls | Blancs et nuls                       | Blancs et nuls    | 1 473        | 2,71         | 2 607       | 5,12        |  |
| Exprimés       | Exprimés                             | Exprimés          | 52 943       | 97,29        | 48 309      | 94,88       |  |